# باگمارا (باریسال)
باگمارا (به لاتین: Baghmara) یک روستا در بنگلادش است که در استان باریسال و در ناحیه باریسال واقع شده است.